# 鸡街站
鸡街站，位于云南省红河州个旧市鸡街镇鸡街村，是蒙宝铁路、鸡个铁路的一个铁路车站。

## 历史
始建于1915年（另说1913年、1918年），1921年建成通车，为个碧石铁路的枢纽中心站。1955年，随个碧石铁路收归国有，由昆明铁路局管理使用。1970年，蒙自经鸡街至石屏宝秀段的寸轨铁路改造为米轨，鸡街至个旧段（长34千米）仍保留寸轨，鸡街站成为米轨与寸轨铁路的换装作业车站。1990年12月，鸡街至个旧市区的寸轨线路停止运行；其余线路在2012年9月停止运行后，鸡街站关闭。

## 建筑
车站总占地面积18.8万平方米，建筑面积约3,469平方米，主要建筑有站房、候车室、行车室、储运室、机修房、行车道等，多为中西合璧的仿法式建筑。

## 保护
2003年12月18日，鸡街火车站被公布为第六批云南省文物保护单位；2006年5月25日，列入第六批全国重点文物保护单位。2020年10月至2021年10月24日，对11个单体建筑进行修缮，修缮后未进行开发利用。